# Poiré

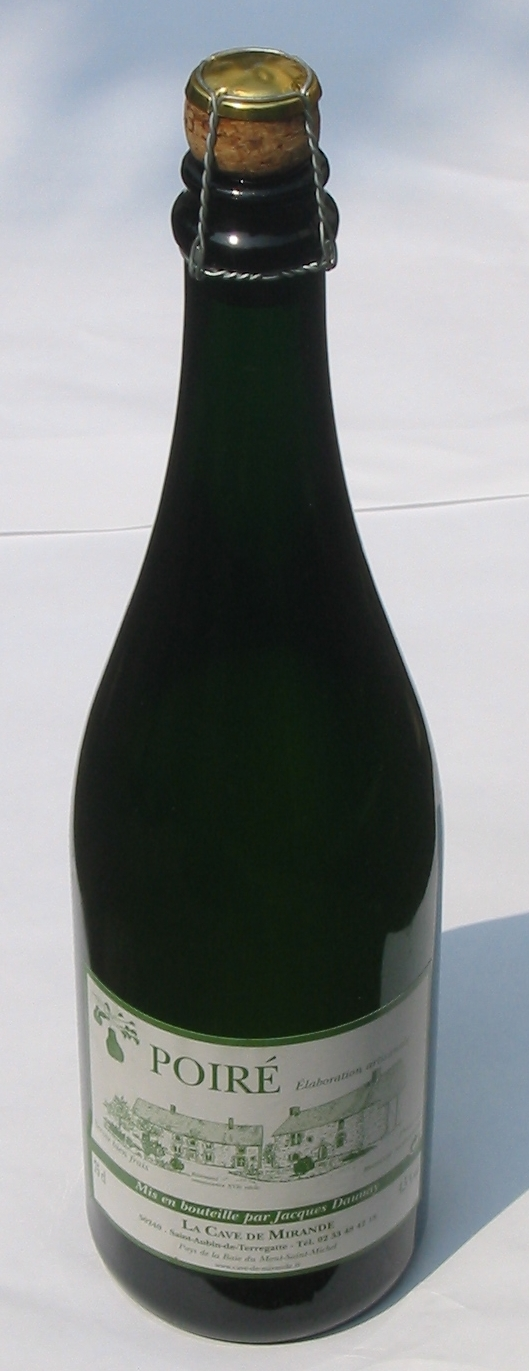

Il poiré è una bevanda alcolica ottenuta dalla fermentazione alcolica del succo di pera. È simile al sidro e si produce in Francia, in Québec, in Spagna, in Svezia, in California e in Gran Bretagna (nei paesi anglofoni ci si riferisce ad essa con il nome di perry). Il tasso alcolico è superiore al 3%. 
La denominazione di sidro è stata utilizzata da alcuni produttori, non venendo però accettata, come ad esempio dalla Campaign for Real Ale nel Regno Unito.